# Brauerei Königshof
La Brauerei Königshof est une brasserie à Krefeld.

## Histoire
Après la vente des droits de brassage et de livraison de la Rhenania Altbierbrauerei à Krombacher, l'ancienne direction décide de fermer la brasserie Rhenania dans le quartier d'Obergath. La brasserie doit ensuite être démantelée pierre par pierre à Krefeld et reconstruite en Algérie. Afin d'éviter cela, l'ancien directeur technique de la brasserie Rhenania prend l'initiative et réussit à convaincre un ami entrepreneur d'investir dans la brasserie. Le nouveau brassage commence à Obergath en août 2003, initialement avec 11 employés. Le 4 septembre 2007, la brasserie présente sa première marque premium, Original Königshofer, avec les variétés Alt et Pils. La marque Brauerei Königshof est dans le segment des prix d'entrée de gamme depuis 2008.
Depuis août 2011, la variété Baltika 3 est produite pour Baltika Allemagne, mise en bouteille et vendue en Europe centrale depuis Krefeld. De plus, trois bières (pils, alt, export) sont mises en bouteille pour Netto.

## Production
Premium
- Original Königshofer Alt
- Original Königshofer Pils
- Original Königshofer Radler Naturtrüb

Bas prix
- Brauerei Königshof Alt
- Brauerei Königshof Pils
- Brauerei Königshof Export
- Brauerei Königshof Weizen
- Brauerei Königshof Radler